# دانشگاه پلی‌تکنیک نیکاراگوئه
دانشگاه پلی‌تکنیک نیکاراگوئه (به لاتین: Polytechnic University of Nicaragua) یک دانشگاه در نیکاراگوئه است که در ماناگوئه واقع شده‌است.